# L・T・C・ロルト
ライオネル・トーマス・キャズウォール・ロルト（英: Lionel Thomas Caswall Rolt、1910年2月11日 - 1974年5月9日）（トム・ロルト (Tom Rolt) やL.T.C.ロルト (L. T. C. Rolt) と省略される）とは多作のイングランド人作家およびイザムバード・キングダム・ブルネルやトーマス・テルフォードなどの有名な土木工学者についての伝記作家である。また彼はイギリスの内陸水路におけるレジャー・クルージング産業の先駆者の1人とも、ビンテージカーと保存鉄道両方の愛好家ともされている。